# Brezen
Brezen je naselje v Občini Vitanje.